# Eryngium lacustre
Eryngium lacustre là một loài thực vật có hoa trong họ Hoa tán. Loài này được Pohl ex Urb. mô tả khoa học đầu tiên năm 1879.